# خوزه راموس (بازیکن فوتبال آرژانتین)
خوزه راموس (اسپانیایی: José Ramos‎؛ تاریخ ورودی نامعتبر است – ۱۱ مهٔ ۱۹۶۹) بازیکن فوتبال اهل آرژانتین بود.

## باشگاهی
از باشگاه‌هایی که در آن بازی کرده‌است می‌توان به باشگاه فوتبال ریور پلاته و باشگاه فوتبال لانوس اشاره کرد.

## تیم ملی
وی همچنین در تیم ملی فوتبال آرژانتین بازی کرده‌است.